# Équipes Notre-Dame
 (août 2021).
Ne doit pas être confondu avec Congrégation mariale.
Pour les articles homonymes, voir END.
Les Équipes Notre-Dame (END) est un mouvement catholique reconnu comme association de fidèles de droit privé (en droit canon) par le Conseil pontifical pour les laïcs.

## Histoire
Les Équipes Notre-Dame sont nées en 1938, après que quelques couples mariés depuis peu[Qui ?], aient constaté qu'avec leurs enfants, leur travail et leurs engagements, ils n'arrivaient pas à progresser dans leur vie de foi. 
Ils en parlent au prêtre Henri Caffarel, qui leur propose de mettre en place des réunions mensuelles, entre ces couples et lui-même, afin de leur donner les moyens d'avancer spirituellement malgré les charges et préoccupations de la vie quotidienne. En 1939, le Père Henri Caffarel achète le château de Troussures (près de Beauvais, dans le département de l'Oise, en région Hauts-de-France) pour y abriter les toutes premières équipes Notre-Dame qui le rebaptise en maison de prières.
En 1945, la revue L'Anneau d'or est créée. Les « Groupes Notre-Dame des foyers » deviennent en 1947 un mouvement de spiritualité organisé sous le nom d'« Équipes Notre-Dame »,.
Rapidement, cette expérimentation prend corps et de nombreuses équipes sont constituées en suivant leur exemple. Des outils sont alors mis en place : les points concrets d'effort puis un mouvement doté d'une charteest créé qui s'étendra peu à peu à l'international.
En 1975, le mouvement est reconnu par le Vatican comme « association catholique internationale ». En 1988, le mouvement compte 3 700 équipes rassemblant 22 000 couples dans le monde.
En 2016, près de 60 000 couples progressent sur ce même principe en équipe, dans le monde entier, soit un total de 140 000 personnes en 2017.
En 2021, 74 000 couples et 9 700 conseillers et accompagnateurs spirituels cheminent ensemble dans 14 000 équipes dans le monde. En France-Luxembourg-Suisse, 9000 couples, 2000 conseillers et accompagnateurs spirituels cheminent ensemble au sein de 2300 équipes.

## Objectifs
- Rester fidèles aux promesses de leur baptême.
- Placer le Christ au cœur de leur vie.
- Fonder leur vie conjugale et familiale sur l’Évangile.
- Chercher à mieux connaître la volonté de Dieu pour l’homme et la femme afin de l’accomplir.
- Témoigner l'amour de Dieu par leur vie.
- Porter au monde le message du Christ
- Rendre témoignage des valeurs chrétiennes dans leur vie sociale et professionnelle.
- Apporter leur soutien actif à l'Église, aux évêques et au clergé.
- Faire de leurs activités une collaboration avec Dieu et un service aux autres.
- Promouvoir le mariage et la vie de famille dans la société.

## Fonctionnement d'une équipe
Une Équipe Notre-Dame est formée de 4 à 6 couples mariés accompagnés d'un prêtre (le Conseiller Spirituel). Les couples et le prêtre forment ainsi une communauté, qui a vocation à perdurer aussi longtemps que possible.
L'équipe se réunit tous les mois, lors d'un repas. Le repas se déroule en général de la façon suivante :
- La mise en commun: chaque équipier/couple échange sur les moments forts du mois - positifs ou négatifs). C'est un "temps d'écoute et de bienveillance" (pas de débats).
- Le partage sur les points concrets d'effort : chaque couple indique ce qu'il a pu faire sur le mois qui précède vis-à-vis de chaque point. Lors de cette étape, les participants doivent s'entraider sur la poursuite des efforts par l'échange de techniques et des propositions d'aide (garde d'enfants...).
- Une prière, qui peut conclure le repas.
- Un échange sur un thème (les thèmes sont choisis librement en fonction des envies de chaque équipe et étudiés sur une période d'une à deux années).
- La réunion se termine par un Magnificat.

Entre chaque réunion, chaque couple s'organise pour vivre sa vie au quotidien et "progresser dans sa foi spirituelle et dans sa vie conjugale" grâce aux points concrets d'effort.
Le prêtre, qui fait partie intégrante de l'équipe, participe aux échanges, partage sur sa vie au quotidien et guide et recadre les discussions et l'étude du thème.

## Les points concrets d'efforts
Les points concrets d'effort sont un ensemble d'outils, imaginés par Henri Caffarel pour se donner réellement les moyens de progresser en couple et dans sa foi religieuse. Ils ne sont pas un but en soi mais un moyen, pour avancer et faire le point :

### Le «devoir de s’asseoir»[10]
Le « devoir de s'asseoir », ou DSA, repose en premier lieu sur la parole. En pratique, c'est un rendez-vous mensuel lors duquel le couple résume le mois écoulé et fait le point en se plaçant dans une optique religieuse.
Le DSA permet de reformuler les critiques (« tu passes trop de temps derrière l'ordinateur au lieu de m'aider ») en remarques plus neutres et distancées (« j'ai le sentiment que tu pourrais m'aider, quitte à décaler le moment de vérifier les mails ». Le couple y échange aussi sur ses projets, ses sentiments et ainsi de suite.
Ces temps d'écoute et de parole ne sont en fait pas si nombreux ; malgré tout le temps passé ensemble au sein d'un couple, s'ils ne sont pas imposés, il peut s'écouler plusieurs mois sans que le couple se parle de cette manière. Le DSA a donc pour objectif de combler un manque.

### L’oraison
L'oraison est un temps de prière particulier dans sa forme : silencieux et individuel, il est planifié à l'avance et dure un minimum de temps (entre 10 et 30 minutes).

### L'«écoute de la Parole de Dieu»
L'écoute de la Parole est un moment de lecture de l'Évangile. Beaucoup d'équipiers s'abonnent à l'Évangile au quotidien.

### La prière en couple
C'est une prière à haute voix, en couple.

### La «règle de vie»
Cela consiste à choisir chaque mois, parmi ses points faibles ou ses qualités, quelque chose que l'on peut améliorer pour « faire plaisir à l'autre » (pour reprendre le même exemple, passer moins de temps devant l'ordinateur). Cela peut aussi permettre de se donner plus de temps pour se former et contrôler son comportement. Chaque équipier relit chaque mois sa règle de vie qu'il peut garder confidentielle (quel plaisir alors d'entendre la différence au DSA suivant !).

### La retraite annuelle
La retraite spirituelle annuelle, désignée comme un « moment indispensable au ressourcement du couple », peut être accomplie en équipe ou pour chaque couple individuellement.

## Le Magnificat
Les équipiers se placent sous le patronage de la Vierge Marie et récitent quotidiennement la prière du Magnificat.

## Structure du mouvement
Une équipe de base vit d'abord grâce à l'engagement de ses membres, et en second lieu parce qu'elle est aidée et nourrie par le Mouvement avec lequel elle vit en communion. Le mouvement des Équipes Notre-Dame fonctionne grâce aux couples (foyers) appelés en responsabilité, à tous les niveaux : équipe, secteur, région, super-région et équipe internationale. Chaque responsabilité s'exerce avec l'aide d'une équipe, dans un cadre bénévole et sur une durée limitée.
Voici les principales responsabilités qu'un couple équipier peut être appelé à exercer :
- couple responsable d'équipe
- foyer informateur
- foyer pilote
- foyer de liaison
- couple responsable de secteur
- couple responsable de région
- couple responsable de super-région
- couple responsable national
- couple responsable international

## Les mouvements liés
De nombreux mouvements sont issus soit des Équipes Notre-Dame elles-mêmes, soit de l'intuition de certains de leurs membres ou du père Caffarel lui-même. On trouve en particulier :
- les Équipes Notre-Dame Jeunes (ENDJ) : pour les enfants de 17 à 27 ans ;
- les Équipes Tandem couple [12] : destinées à des couples pratiquants ou non, ou n'ayant pas encore reçu le sacrement de mariage ;
- les Équipes Reliance[13] : pour les couples vivant une nouvelle union.